# Hotel Orania Berlin

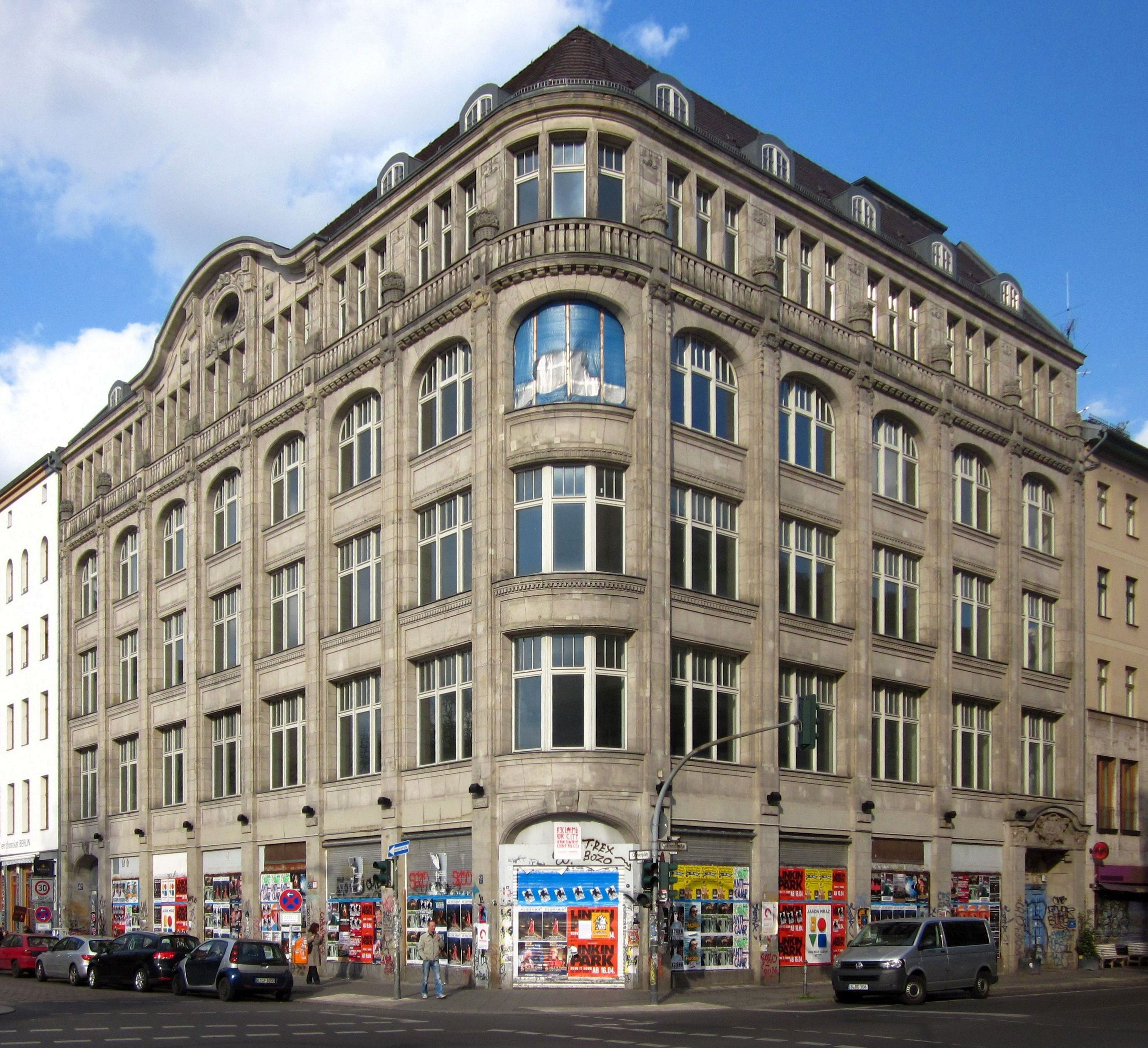
Ansicht des Gebäudes im Jahr 2012 vor der Sanierung

Das Hotel Orania.Berlin am Oranienplatz in Berlin-Kreuzberg ist ein Boutique-Hotel. Das Gebäude steht unter Denkmalschutz.

## Geschichte des Gebäudes
Im Jahr 1912 beauftragte Kaufmann und Stadtrat Leopold Jacobi (1847–1917) das Architektenbüro Cremer & Wolffenstein mit dem Bau eines neuen, repräsentativen Bürogebäudes in der Oranienstraße 40/41. Das Gebäude verfügte über das Café Oranienpalast im Erdgeschoss und Büros in den oberen Etagen. Ab 1913 bot das Café Oranienpalast seinen Gästen Konzerte und Kabaretts unter der Leitung von Oscar Barton. Die Obergeschosse wurden von AEG, einem Verleger und einem Modegeschäft gemietet. Bauherr Leopold Jacobi starb im Jahre 1917 und 1924 schloss das Café Oranienpalast seine Türen. Das Erdgeschoss wurde in das Kaufhaus Brenninkmeyer von C & A Brenninkmeyer umgewandelt. Die oberen Etagen nutzte das Hotel „Ahlbecker Hof“. 1933 übergab Cäcilia Jacobi, die Witwe von Leopold, das Eigentum an ihre Kinder Ernst, Frieda und Charlotte. Das Grundstück wurde 1934 an C & A verkauft und das gesamte Gebäude in ein Warenhaus umgewandelt. Während des Zweiten Weltkriegs blieb das Gebäude von Schäden verschont. Zwischen 1945 und 1995 wechselten die Eigentümer des Grundstückes mehrmals, während Teile des Gebäudes von einem Möbel- und Lebensmittelgeschäft, einem Restaurant sowie einem Billardsalon genutzt wurden.
1995 wurde das Gebäude als nationales Denkmal gelistet und der Club Trash eröffnete im ersten Stock.
2008 erwarb Rechtsanwalt Dietrich von Boetticher das Gebäude. Nach der Grundsanierung stellte er die Räumlichkeiten für Kunst- und Kulturveranstaltungen, die Berliner Biennale (2010), der Kunsthochschule Weißensee und der Ostkreuz Bildagentur kostenfrei zur Verfügung.
2014 wurden Dietmar Mueller-Elmau und das Architekturbüro Hilmer Sattler Architekten mit der Restaurierung der Fassaden und dem Innenausbau mit dem Ziel beauftragt, das Café Oranienpalast wiederherzustellen. Das Orania.Berlin wurde im August 2017 eröffnet.